# Ариана (езеро)
Вижте пояснителната страница за други значения на Ариана.
Ариана е средно голямо изкуствено езеро, разположено в най-северния ъгъл на Борисовата градина в София.
Намира се край кръстовището на „Цариградско шосе“ с бул. „Христо и Евлоги Георгиеви“ при Орлов мост в съседство на Националният стадион „Васил Левски“. Дълго е 175 м, широко е 75 м, има площ от 8900 м², дълбоко е 1,20 м. Създадено е в края на 19 век.
Езерото разполага с водни колела и гребни лодки. През зимата на езерото е разположена пързалка с площ 1400 м². Първоначалната дълбочина на водата на езерото е 1,80 м, но след две катастрофи на зимната пързалка дълбочината на водата е намалена до 1,20 м. За зимната пързалка водата на езерото е почти източена. От едната страна има място за пързаляне с кънки, а от другата страна на езерото има снежни рампи за сноубордисти.
В допълнение към наемането на лодки, на езерото е имало малка спортна база за гребане, която по-късно е преместена след изграждането на Панчаревското езеро.
Езерото споделя името си с пивоварната, която се намира на няколкостотин метра северно, но през 2004 г. е разрушена.

## История
Езерото Ариана е построено в края на 19. век. Строителството започва през 1879 г. и окончателно е завършено през 1904 г. от инженер Марков. Сградата е под патронажа на Димитър Петков. Оттогава езерото е популярна дестинация за жителите и гостите на София. Първоначално езерото е по-малко и по-дълбоко, отколкото е днес. Тъй като езерото е било заблатено, стопанинът на Борисовата градина, Даниел Неф, реконструира езерото през 1898 г. То е увеличено и е изграден остров, който се свързва с брега с малък, бял, каменен сводест мост, построен през 1904 г.
Езерото първоначално се е снабдявало с вода от съседната Перловска река, а след това е запълвано с чешмяна вода.
Първоначално езерото няма име, просто се нарича „езерото в Борисовата градина“. Името Aриана се появява едва след 1889 г. Ресторантът „Ариана" (до началото на 70-те години), чието име е пренесено на езерото, се намира на малкия остров в езерото.
В средата на 20. век на малкия остров в езерото е построено казино. През 1972 г. в езерото са построени „пеещи фонтани“, с цветно осветление и музика.
През 1984 г. водата е изпомпвана от езерото поради предстоящи ремонтни дейности. Езерото остава затворено за две десетилетия. Ремонтът на езерото и околностите му започва едва през 2006 г. и приключва през 2007 г. През септември 2007 г. езерото отново бива напълнено с вода. Напълването на езерото отнема 10 дни. На 11 април 2008 г. езерото е отново отворено от кмета на града – Бойко Борисов.

## Зимна пързалка
Ледената пързалка, която се изгражда през зимата на територията на Ариана работи от декември 2013 г. Със своите 1400 m² пързалката е най-голяма на Балканския полуостров. Ледът обхваща и зоната извън загражденията на пързалката, до входните дървени стъпала.